# Mondo Marcio (Album)
Mondo Marcio ist das Debütalbum des Mailänder Rappers Mondo Marcio. Es erschien im Mai 2004 unter dem Label Vibrarecords. 2006 wurde eine Gold Edition des Albums veröffentlicht, inklusive 12 remixes.

## Entstehung
Nachdem Mondo Marcio im Jahr 2003 sein Demotape Difesa personale produzierte, verkaufte er einige wenige Tonträger in seinem Bekanntenkreis in Mailand. Kurz darauf wurde der Rapper Bassi Maestro auf den jungen Rapper aufmerksam und lud ihn zu einem gemeinsamen ersten Featuring ein, was Mondo Bekanntheit in der Rapszene einbrachte. Bassi Maestro selbst machte später die Veröffentlichung von Mondos Debütalbums möglich.

## Inhalt
Mondo Marcio gilt als eines der einflussreichsten Alben des italienischsprachigen Untergrund & Gangsta-Raps. In den Tracks geht es meistens um das harte Leben in der Peripherie von Mailand, was Mondo Marcio selbst als „La città del fumo“ (dt. = „Die Stadt des Rauches“) bezeichnet. Oft erzählt er auch von der Trennung der Eltern, dem Hass gegen seinen Vater und seine tiefe Verbundenheit mit der Mutter. Die Beschreibung schwieriger Lebensumstände wird durch Mondos harten Vortrag verstärkt.

## Produktion
Alle Tracks wurden von Mondo Marcio allein produziert – mit Ausnahme von Track 3, 7 und 14 (produziert von Bassi Maestro).

## Titelliste
| #  | Titel                | Gastbeiträge    | Produzent     | Länge |
| -- | -------------------- | --------------- | ------------- | ----- |
| 1  | M.A.R.C.I.O.         |                 | Mondo Marcio  | 5:23  |
| 2  | L’altro mondo        |                 | Mondo Marcio  | 4:07  |
| 3  | Brucia Marcio brucia | Bassi Maestro   | Bassi Maestro | 4:33  |
| 4  | Qualcosa è rimasto   |                 | Mondo Marcio  | 3:46  |
| 5  | Non so volare        |                 | Mondo Marcio  | 4:08  |
| 6  | Questi fantasmi      |                 | Mondo Marcio  | 4:25  |
| 7  | Tieni duro!          |                 | Bassi Maestro | 3:36  |
| 8  | Dentro a un sogno    | Veronica Marchi | Mondo Marcio  | 4:08  |
| 9  | Regina di cuori      |                 | Mondo Marcio  | 3:06  |
| 10 | Il paradiso perduto  |                 | Mondo Marcio  | 5:13  |
| 11 | Il primo             |                 | Mondo Marcio  | 4:44  |
| 12 | L’arte della guerra  |                 | Mondo Marcio  | 3:54  |
| 13 | Non sento niente     |                 | Mondo Marcio  | 5:07  |
| 14 | Giorni matti pt. 2   | Ape & Zampa     | Bassi Maestro | 4:50  |
| 15 | 01-08-1997           |                 | Mondo Marcio  | 2:49  |
| 16 | Guarda in alto       |                 | Mondo Marcio  | 3:48  |